# Cuivres (musique)
Pour un article plus général, voir Instrument à vent.
Pour les articles homonymes, voir Cuivre (homonymie).
 (juin 2015).

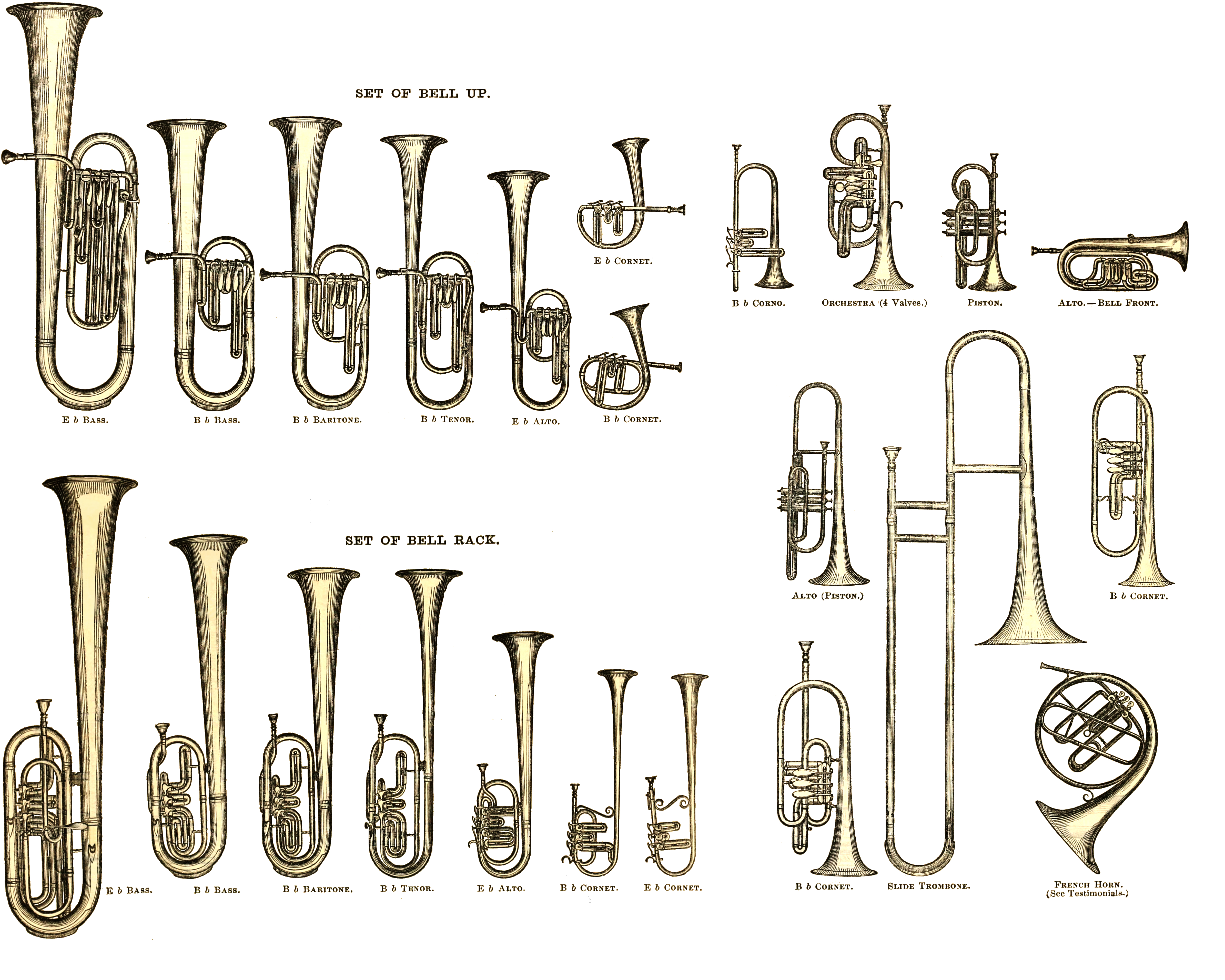
Illustration d'instruments de la famille des cuivres, tirée d'un catalogue de 1869.

La famille des cuivres regroupe de nombreux instruments à vent (également appelés aérophones).
L'obtention du son est produit par  les vibrations de l'air provoquées par les lèvres du musicien sur l’embouchure, contrairement aux instruments de la famille des bois dont le son est produit par le souffle et la vibration d’une anche simple (clarinette) ou double (hautbois) ou un biseau (flûte).

## Description
Tous les cuivres possèdent une embouchure. Leur point commun est la technique utilisée par le musicien pour produire le son : la vibration des lèvres. Cette technique dite du « buzz » — la plupart du temps au moyen d'une embouchure — fait vibrer la colonne d'air d'une cavité résonnante tubulaire de longueur variable (corps de l'instrument).
La majorité des cuivres modernes sont en laiton :
- certains « cuivres » ne sont pas en métal, mais en bois (comme le cor des Alpes ou le didgeridoo), en bois recouvert de cuir (cornets à bouquin et serpents), en fibre de verre (certains soubassophones). Les « cuivres » rudimentaires peuvent être en os, corne (chophar), ivoire (olifant), terre cuite, coquillage (conque), roseau, ou toute matière pouvant présenter l'aspect d'un tube ;
- inversement, certains instruments de musique à vent, fabriqués en métal, voire en alliage de cuivre, ne font pas partie des « cuivres » au sens défini précédemment, car le principe d'émission diffère. C'est le cas du saxophone, qui appartient à la famille des bois – bien qu'il soit majoritairement composé de laiton, la vibration est produite par une anche simple en roseau, et non par les lèvres du musicien.

Cette confusion provient sans doute de l'habitude dans le langage de désigner l'ensemble des instruments à vent d'un même orchestre (fanfare, rock), sous l'appellation section cuivres. Cette assimilation existe également chez les anglophones sous la désignation : horns (cors, au sens littéral). Il est également possible qu'elle provienne de la différenciation existante au sein de l'orchestre classique, où, à l'origine, tous les « bois » étaient en bois (flûte traversière en bois, pas de saxophone...) et tous les « cuivres » en alliage de cuivre.

## Histoire et innovations

### Période préhistorique: les premiers cuivres
Les premiers instruments de musique attestés par des fouilles (par des objets ou des représentations) remontent au moins au Paléolithique supérieur, c'est-à-dire à partir de - 38 000 ans. Ce sont des flûtes, des rhombes, des arcs musicaux et des percussions. Il est vraisemblable que les tout premiers instruments aient été inventés durant le Paléolithique moyen, avec l'apparition de l'art et des premiers rites funéraires vers -100 000 ans. Néanmoins, les renseignements sont très parcellaires en raison de la fragilité et de la faible conservation des objets.
Les premiers instruments utilisant la vibration des lèvres pour produire un son, c'est-à-dire les premiers cuivres, remontent certainement de cette époque. Ils pourraient être faits en bois creusé, comme le didgeridoo, en corne, en coquillage et peut-être même en terre cuite.

### Période antique: les instruments naturels et les instruments à trous latéraux
Il faut attendre l'invention de la métallurgie pour voir apparaître les premiers instruments  datant de l'Âge de bronze, ces sortes de trompes sont des tubes plus ou moins évasés. Par la suite, les cuivres vont se perfectionner pour donner de véritables instruments de musique du type trompes ou trompettes naturels (droites ou courbées). Il est vraisemblable que ces instruments n'étaient pas considérés comme des instruments mélodiques mais plutôt comme des instruments de communication, dans le contexte de la guerre ou de la chasse par exemple.
Les premiers cuivres chromatiques connus sont fabriqués en bois perforé de trous latéraux comme les flûtes.

### Période médiévale et l'époque moderne: invention de la coulisse et des clefs
Durant une bonne partie du Moyen Âge, la famille des cuivres reste sous représentée, en nombre d'instruments différents en tout cas. Hormis le cornet à bouquin, aucun autre cuivre (cornes, trompes et trompettes naturelles) ne joue, semble-t-il, de la musique mélodique.
Il faut attendre le XIIe – XIIIe siècle pour voir apparaitre des instruments naturels plus aboutis comme le cor naturel ou la buisine.
Durant le XVe siècle, l'invention de la coulisse révolutionne la famille puisque les cuivres deviennent enfin de véritables instruments d'harmonie, c'est la famille des sacqueboutes.
Par la suite, l'invention du système de clefs durant la période baroque offre de nouvelles possibilité pour les instruments à vent. Pourtant ça n'est qu'à la fin du XVIIIe siècle qu'apparait ce système dans la famille des cuivres, comme sur la trompette à clefs.
Parallèlement, l'amélioration des instruments permet aux instruments naturels de pouvoir être quasiment chromatiques grâce à la technique du bouchage, d'abord au cor dès 1775 puis à la trompette.

### Époque contemporaine: les instruments modernes
L'innovation du XIXe siècle est l'invention du piston, inventé par Heinrich Stölzel en 1813 et perfectionné par François Périnet en 1839. C'est aussi à cette époque qu'est inventé le barillet. Ils révolutionnent la facture des cuivres en résolvant les problèmes de justesse et d'inégalité sonore des instruments à clefs et à bouchage. Très vite, ces instruments sont abandonnés et une multitude d'instruments à pistons sont inventés dans la première moitié du XIXe siècle, précurseurs des instruments modernes.
En comprenant le fonctionnement acoustique d'un instrument et notamment le rôle de la perce, Adolphe Sax revoit la forme des instruments. Il supprime les coudes et propose plusieurs enroulements qui préfigurent l'aspect de nombreux instruments modernes, notamment les basses.

« Le timbre du son est déterminé, non par la nature du matériau employé, mais par les proportions données à la colonne d’air par celles du corps de l’instrument qui la contient. (Adolphe Sax[réf. nécessaire]) »

## Facture

### Fabrication
Tous les cuivres modernes sont fabriqués selon le même modèle :
- une plaque de laiton est découpée selon des patrons définissant la taille de chaque pièce ;
- le laiton est chauffé pour le rendre plus malléable puis recourbé et soudé pour former un tube ;
- la forme de la pièce (sphéricité et courbure) est obtenue par pliage au marteau ;
- quand le diamètre est faible, un tube de laiton est chauffé et façonné au diamètre désiré à l'aide d'une filière à trou ; la conicité est ensuite donnée grâce à un mandrin conique qui donnera sa forme au tuyau ;
- la pièce est polie ;
- quand la pièce est courbée, on introduit des billes en métal de la taille du diamètre intérieur ou de l'eau savonneuse. Puis le tout est placé au congélateur ; lorsque la pièce est froide, elle est cintrée ; les billes permettent alors de garder un diamètre intérieur constant et bien circulaire ;
- les différentes pièces de l'instrument sont alors soudées, éventuellement gravées ;
- enfin l'instrument est verni.

## Principes de fonctionnement

### La production du son
L'air situé dans la bouche du musicien est mis en surpression, quand les lèvres vibrent elles font passer un débit d'air à une fréquence déterminée par le musicien.
La physique des instruments à vent, et des cuivres en particulier, consiste donc à transformer une surpression statique (continue en fonction du temps) en pression acoustique (un son est une variation de la pression de l'air autour de la pression atmosphérique). Les lèvres jouent donc le rôle de modulateur de débit en s'ouvrant et se fermant alternativement.
Les instruments à anche fonctionnent sur le même principe, les lèvres vibrantes étant remplacées par la ou les anche(s).
L'air entre ensuite en résonance dans le tube, ce qui produit l'onde sonore.

### Production d'une note et le rôle du corps de l'instrument

#### La colonne d'air
La fréquence d'un son dépend de la longueur de la colonne d'air, autrement dit c'est la longueur du tuyau qui détermine la note. Plus le tuyau est court plus la note est aigüe, plus le tuyau est long plus la note est grave. Dans le suraigu est une exception. Ce n'est plus l'instrument qui fait la note mais l'instrumentiste.
Ce phénomène est dû à la formation d'ondes stationnaires (voir aussi) à l'intérieur de l'instrument, la cavité résonante. Le pavillon, qui joue le rôle de résonateur acoustique, renvoie une grande partie des ondes sonores vers l'intérieur de l'instrument. Il y a environ 40 dB de différence entre la pression acoustique intérieure et extérieur (correspondant à la différence entre un forte et un piano). Mais dans le suraigu, toutes les ondes passent.
Ces ondes renvoyées vont soit entrer en résonance à la bonne fréquence (fondamentale et harmoniques) soit s'opposer voire s'annuler si on s'éloigne de cette fréquence de résonance. Il en résulte que l'impédance acoustique forme des pics à la fréquence fondamentale (et des harmoniques) - les notes sont faciles à jouer - et faible en dehors de ces fréquences. Dans les aigus les pics sont moins marqués, les notes sont « chères » et moins précises.
Concrètement, on ne peut pas avoir un ré avec le doigté (ou la position) du do. car la résistance de l'air empêche cette fréquence de passer.

#### Les harmoniques
Pour comprendre le principe de fonctionnement des cuivres, il convient de se référer à la théorie acoustique des harmoniques. 
En simplifiant à l'extrême, cela revient à dire qu'un tube d'une longueur donnée, peut générer un son fondamental (le plus grave possible sur ce tube), et une série de sons plus aigus, aux intervalles toujours identiques. Dans le cas des cuivres, sur une longueur donnée, on peut faire entendre tel ou tel son de la série en faisant varier les paramètres suivants : tonicité des muscles de la face sur le pourtour de la bouche, volume d'air expulsé, vitesse de l'air expulsé.
Les autres fréquences de résonances (les harmoniques) sont des multiples de la fréquence fondamentale. Le musicien est limité à jouer les harmoniques de son instrument.
- Pour une fondamentale (ou premier harmonique) de fréquence F, la deuxième harmonique aura une fréquence 2 F. Un rapport de fréquence 2 s'appelle, en musique, une octave.
- Le troisième harmonique aura donc une fréquence 3 F. Le rapport des fréquences entre le deuxième et le troisième harmonique est de {\displaystyle {\frac {3}{2}}}. Ce rapport caractérise les quintes justes. On a donc le même intervalle entre les harmoniques 4-6, 8-12 et 10-15.
- Le quatrième harmonique, de fréquence 4 F est donc l'octave du deuxième harmonique, et la double octave du fondamental. On sait ainsi que le rapport {\displaystyle {\frac {4}{3}}} caractérise les quartes justes. On a donc une quarte juste entre les harmoniques 6-8, 9-12, 12-16.
- En revanche, le rapport entre le 11e harmonique et le 8e est légèrement supérieur au rapport de quarte. Le 11e harmonique est donc naturellement faux (trop haut).

Les 21 premiers sons harmoniques sont représentés musicalement sur la gamme ci-dessous :
Certains harmoniques sonnent donc faux. Leur erreur a été indiquée entre parenthèses sur la gamme ci-dessus.
En théorie, l'instrument peut monter indéfiniment dans l'aigu. En réalité, les capacités physiques des musiciens s'arrêtent vers le 21e harmonique (et le 8e, correspondant au contre-ut, chez la plupart des gens). Souvent la fondamentale est difficilement jouable, sauf dans les instruments médium-graves (trombone, euphonium, clairon basse et trompette basse naturelle), même si ça demande une certaine maîtrise pour le musicien. On constate que les harmoniques, très espacées dans le grave, se rapprochent dans l'aigu. Cette théorie n'est valable que pour un tuyau parfaitement cylindrique (et une gamme naturelle). Dans la pratique les instruments alternent avec des parties coniques et cylindriques. Il est donc possible de construire des instruments naturellement totalement faux et qui ne suivront pas ce schéma.

#### Calcul de longueur d'instrument
Considérer l'instrument comme un tube de longueur fixe, ouvert à son autre extrémité. C’est-à-dire le cas du cor naturel, de la trompe de chasse, de la trompette naturelle, de la trompette baroque, de la trompette de cavalerie, d'un trombone avec sa coulisse maintenue dans une position, sur la majeure partie de leur longueur.
Dans cette configuration, le tube (l'instrument) est un résonateur d'ondes sonores. La fréquence de résonance la plus faible s'appelle la fondamentale. Les fréquences de résonance dépendent de la vitesse du son dans l'air et de la longueur du tube. Physiquement la loi s'exprime : « la demi-longueur d'onde de la fondamentale est égale à la longueur du tube ».
| Soit : {\displaystyle L={\frac {\lambda _{fond}}{2}}} | , avec : L = longueur du tube                                         |
|                                                       | {\displaystyle \lambda _{fond}} = longueur d'onde de la fondamentale. |

Or la fréquence et la longueur d'onde sont reliées par : {\displaystyle \lambda ={\frac {v_{son}}{F}}} , avec {\displaystyle {v_{son}}=}vitesse du son dans l'air.
Finalement, {\displaystyle F_{fond}={\frac {v_{son}}{2\ L}}}
La vitesse du son dans un milieu dépend de la température du milieu et de la pression atmosphérique, qui ont une influence sur la hauteur de la fondamentale et donc sur l'accord de l'instrument. C'est pour cette raison qu'il faut se réaccorder à chaque fois qu'on joue.
Toujours est-il que cette correspondance longueur de la colonne d'air / fréquence du son se vérifie constamment :
- un tromboniste qui fait un glissando vers le grave allonge sa coulisse (et il la tire pour aller vers l'aigu) ;
- un contretuba si{\displaystyle \flat } est plus long (5,5 m) et plus grave qu'un euphonium/trombone/saxhorn si{\displaystyle \flat } (2,7 m) qui est lui-même plus long et plus grave qu'une trompette si{\displaystyle \flat } (1,4 m). Ce sont des chiffres approximatifs qui varient selon les sources ;
- quand on s'accorde, on allonge la longueur de l'instrument de quelques millimètres, si l'on est trop haut ou inversement si l'on est trop bas.

### L'émission du son

#### Pavillon
Pour les cuivres modernes, la quasi-totalité du son est émise par le pavillon. Ses caractéristiques déterminent donc une part importante de la sonorité. Un angle d'ouverture plus grand permet de mieux diffuser le son. Un pavillon plus petit contribuera à n'envoyer le son que dans une seule direction.

#### Trous latéraux
Pour les cuivres anciens (et les bois) l'émission n'est pas seulement effectuée par le pavillon, le son sort aussi par les trous latéraux.

#### Vibrations de paroi
Comme il a été dit plus haut, le matériau n'intervient que pour une part négligeable (environ 1 %) dans la sonorité de l'instrument.

## Le rôle de la perce
La perce est la forme intérieure du tuyau d'un instrument à vent. Elle peut être soit conique (elle s'évase), soit cylindrique (elle reste constante).
Le timbre et le comportement acoustique sont complètement tributaires de sa géométrie. C'est dans la perce que vibre la colonne d'air qui détermine les caractéristiques et la hauteur d'un son musical. En clair, les différences de sonorité sont déterminées par la forme de la perce.

### La perce détermine la sonorité de l'instrument
Ce qui va faire la différence entre deux instruments de tessiture égale (donc de même longueur), c'est la sonorité de chacun donnée par sa perce.
Pour faire simple, un saxhorn alto avec une perce plus cylindrique s'appelle un cor mi{\displaystyle \flat } et avec une perce encore plus cylindrique, c'est un trombone alto.
Plusieurs exemples peuvent montrer ce rôle de la perce :
- les trombones en plastiques gardent une sonorité de trombone. Le timbre n'est pas beaucoup plus dissemblable qu'entre deux modèles de marques différentes. Le matériau n'a qu'un effet négligeable ;
- de même les expériences consistant à reproduire le son d'un instrument de musique avec un légume ou autre chose est de plus en plus connu et diffusé sur internet ; 
  - pour un ocarina, prenez un brocoli que vous taillez ;
  - pour une clarinette, prenez une carotte, un bec et un entonnoir (pour le pavillon) ;
  - pour un cor naturel, prenez une tuyau d'arrosage, une embouchure et un entonnoir.

### Les différentes formes de perce et leurs caractéristiques acoustiques
Un instrument n'est jamais complètement cylindrique ou totalement conique (chez les cuivres en tout cas). Ce sont les alternances de parties coniques et de parties cylindriques et les proportions de chacune d'elles qui vont déterminer la justesse et le timbre d'un instrument. Le but étant de combiner les avantages de chacune des perces tout en diminuant au maximum les inconvénients.
Il y a aussi une différence dans la façon de les jouer et dans les sonorités. Pour résumer les choses :
- plus l'instrument est conique, plus le son sera riche en harmoniques. Plus l'instrument est cylindrique, plus il est puissant et facile à jouer dans les aigus ;
- de même, le diamètre de la perce joue aussi un rôle. Plus la perce est large, plus la puissance et la richesse du son est importante mais sera plus difficile à jouer dans les aigus et moins "perçant" et clair. Les perces larges permettent aussi une plus grande facilité de correction de justesse, mais sont aussi plus facile à jouer faux car moins précis (car les pics d'impédance sont moins marqués et plus larges). Elles amélioreraient aussi l'attaque. Il faut aussi plus de coffre (car il faut maintenir une plus grande quantité d'air en vibration), ce qui joue sur l’endurance.

C'est donc la perce qui aboutit à faire la distinction (discutable) entre les cuivres clairs et les cuivres doux. Les cuivres clairs étant majoritairement cylindriques, et les cuivres doux majoritairement coniques.

### Chaque instrument a une perce propre
C'est en jouant sur ces deux paramètres (mais principalement sur la forme de la perce) que les facteurs déterminent la sonorité d'un instrument. Ils jouent aussi sur l'embouchure et le pavillon qui ont aussi leur importance. Et bien sûr l'instrumentiste et son habileté à produire le son est tout aussi déterminant que la perce, voire plus.
Après, chacun ses préférences en fonction de son niveau, ses goûts, sa façon de jouer, son répertoire et ses moyens.
C'est tous ces paramètres qui expliquent, par exemple, que l'euphonium a une sonorité plus douce, ronde et puissante et le saxhorn une sonorité plus claire, précise et facile à jouer dans l'aigu. De même, les saxhorns contrebasses (en si{\displaystyle \flat } et mi{\displaystyle \flat }) ont une sonorité plus ronde que les tubas.

### De la théorie à la pratique
Tous ces renseignements ne sont que purement théoriques. Dans la pratique, la forme des perces ne correspond pas toujours à ces schémas très généraux. Elle est souvent intermédiaire entre deux instruments. De sorte que la distinction est souvent difficile à faire entre trompette et cornet, entre barytons, ou entre contrebasses et (contre)tubas, voire aussi entre euphonium et saxhorn.
En effet contrairement à la croyance populaire, les saxhorns basses ont une perce en général plus cylindrique et plus petite que les euphoniums. La confusion vient certainement du fait que « c'est une exception dans la famille ». Les bugles sont plus coniques que la trompette, les altos sont plus coniques que les cors et les contrebasses (si{\displaystyle \flat } et mi{\displaystyle \flat }) sont plus coniques que les tubas.
Il peut exister des « imitations ». Le tuba baryton n'est qu'une imitation d'un saxhorn baryton. Il existe aussi par exemple des tubas en mi{\displaystyle \flat }.

### Distinction entre cuivres clairs et cuivres doux
De façon totalement empirique, les instrumentistes ont déterminé deux catégories de cuivres selon leurs caractéristiques sonores. Les cuivres clairs ont un son plus brillant et puissant en raison d'une perce plutôt cylindrique. Tandis que les cuivres doux ont un son plus rond en raison d'une perce plutôt conique. Pourtant bien que cette classification soit pratique et schématique, elle est discutable pour plusieurs raisons :
- la forme de la perce ne joue pas seulement sur les propriétés acoustiques d'un instrument, son diamètre est aussi important. Par exemple, un saxhorn basse à grosse perce aura une sonorité plus proche de celle d'un euphonium que d'un saxhorn basse à petite perce, seul le timbre sera différent ;
- l'embouchure influence aussi grandement la sonorité de l'instrument. Le même instrument pourrait être considéré tantôt comme un cuivre clair, tantôt comme un cuivre doux selon le type d'embouchure utilisé ;
- l'habilité et la façon de jouer de l'instrumentiste est aussi déterminante dans la production du son que l'embouchure et la branche d'embouchure. La trompette et le trombone peuvent produire des sonorités extrêmement douces et chaudes tandis que le saxhorn et le cor sont capables de variations extrêmes allant de sons très doux et chauds jusqu'à des sonorités cuivrées des plus acides.

## Des instruments naturels aux instruments chromatiques
Comme il est dit plus haut, la hauteur du son fondamental (et de sa série d'harmoniques corollaires) est directement liée à la longueur du tube. Un tube long donne un son grave (tuba), un tube court donne un son aigu (trompette). Pour faire varier cette hauteur, la longueur du tube doit être modifiée au moyen de divers mécanismes. La coulisse du trombone, est le mécanisme le plus ancien (Moyen Âge). Certains cuivres ont utilisé des clefs, comme la trompette conçue à la fin du XVIIIe siècle à Vienne pour Anton Weidinger. Le cylindre rotatif des cors d'harmonie et des trompettes à palettes a vraisemblablement été inventé en 1824. Le piston Périnet, ou piston parisien, aboutit à sa forme définitive en France en 1839. Ces deux derniers dispositifs permettent de changer le trajet de l'air en vibration dans l'instrument.

### Les instruments naturels
Un instrument naturel, ou d'ordonnance, est un instrument qui n'a aucun mécanisme pour modifier sa longueur, hormis pour l'accorder. Ils ne peuvent donc jouer que sur leur fréquence fondamentale et les harmoniques associées. Pour la plupart, la série disponible se commence au premier harmonique au-dessus de la fondamentale.

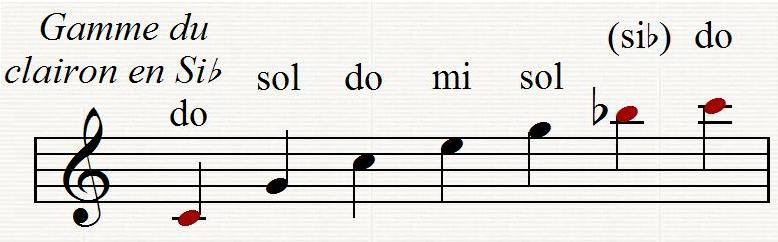
Harmoniques du clairon

Les cuivres naturels sont de simples tuyaux, dont la longueur ne peut être variée dans l'instant de jeu. Ne pouvant donc produire que peu de notes (sauf cas particulier du cor naturel), ils ont longtemps été utilisés essentiellement comme moyen de communication, appelés alors instruments d'ordonnance.
Si on ne peut pas modifier la longueur du tube résonnant (comme c'est le cas pour un instrument naturel : cor de chasse, trompette de cavalerie ou clairon), on ne peut pas faire toutes les notes de la gamme. Les seules notes permises sont les harmoniques de la fondamentale ou alors il faudrait jouer uniquement dans le suraigu (cf paragraphe "Les harmoniques"). La gamme ne devient diatonique qu'à partir du contre-ut (8e harmonique) et chromatique à partir du contre-si (15e harmonique).
Pour cette raison, on a inventé les trous latéraux (pour les bois et les cuivres anciens), puis la coulisse. On peut alors ajuster la longueur du tuyau à la note qu'on veut faire.

### Le fonctionnement de la coulisse
En théorie on peut avoir une infinité de positions avec une coulisse, seulement dans la pratique on n'utilise que 7 positions pour faire toutes les notes de la gamme chromatique.
C'est dû au fait que le rapport entre les fréquences de notes pour un même intervalle est constant : 2 pour une octave, 1,5 pour une quinte et 1,06 pour un demi ton.
D'où l'idée de remplacer la coulisse par des pistons. Avec 3 pistons on peut avoir 8 combinaisons, on peut retrouver nos 7 positions, i.e. 7 longueurs de tuyau différentes. Ce qui fait dire que "un cuivre c'est 7 instruments naturels réunis en un seul".

### Le fonctionnement des valves (pistons et barillets)

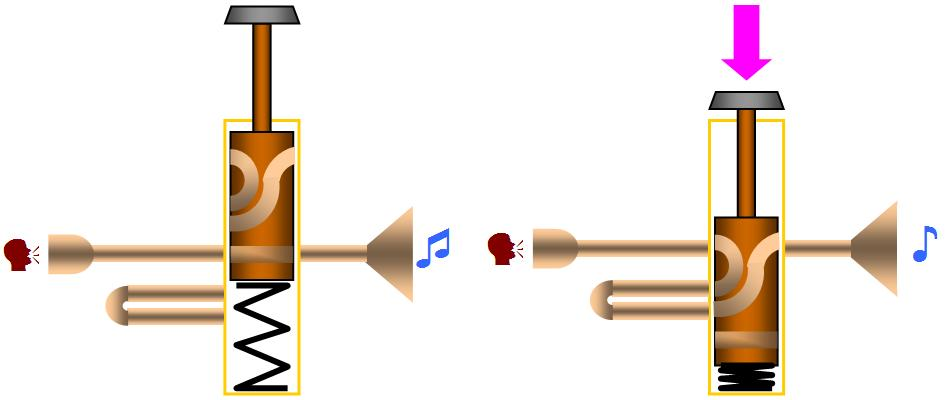
Principe du piston des cuivres

Un piston ou un barillet n'est ni plus ni moins qu'un système qui dévie une colonne d'air vers un tuyau secondaire pour l'allonger de la longueur souhaitée.
Quand on compare trombone à piston (ou n'importe quel instrument à piston en si{\displaystyle \flat }) et trombone à coulisse, on retrouve cette correspondance entre position/longueur du tuyau et doigté.
| Position        | Abaissement de la note fondamentale | Doigté   | Trajet de l'onde dans l'instrument             |
| --------------- | ----------------------------------- | -------- | ---------------------------------------------- |
| 1 (plus courte) |                                     | 0        | Passage direct du 1er au 2e et au 3e piston    |
| 2               | 1/2 ton                             | 2        | 1er p. ; déviation dans la 2e coulisse ; 3e p. |
| 3               | 1 ton                               | 1        | Déviation dans la 1re coulisse ; 2e p. ; 3e p. |
| 4 (mi-longueur) | 1 ton 1/2                           | 3 ou 1-2 | Déviation dans la 3e coulisse                  |
| 5               | 2 tons (1 ton 1/2 + 1/2 ton)        | 2-3      | Déviation par la 2e et la 3e coulisse          |
| 6               | 2 tons 1/2 (1,5 + 1 ton)            | 1-3      | Déviation par la 1re et la 3e coulisse         |
| 7 (plus longue) | 3 tons (1,5 + 1 + 1/2 ton)          | 1-2-3    | Déviation par toutes les coulisses             |

Pour jouer toutes les autres notes, il suffit de jouer sur les harmoniques. On passe du do au sol par exemple et on recommence la même série descendante (en si{\displaystyle \flat }, en ut on passe du si{\displaystyle \flat } au fa).
Le 4e piston ou la noix n'a qu'une seule fonction c'est de rajouter un bout de tuyau en plus et d'abaisser la note de 2 tons 1/2 (quarte). Autrement dit on passe de la 1re à la 6e position. Ce qui permet par ricochet de pouvoir faire artificiellement des positions 8, 9, 10, 11 jusque-là impossibles à réaliser. On peut donc réaliser les notes entre le fa# et le ré ou do pédale (ou le mi et le si{\displaystyle \flat } pédale en ut).
À titre d'information, pour faire le do pédale au trombone (en ut, ré en si{\displaystyle \flat }), on calcule qu'il faudrait allonger son bras de 1,15 m alors que la 7e position est déjà à bout de bras à 60 cm.

## Problèmes de justesse des instruments à valves

### Comparaison entre le trombone et le saxhorn
Tous les instrumentistes diront que quand on applique ce schéma strictement les notes sont très vite fausses. Deux exemples pour illustrer ce propos : 
- le sol médium (en si{\displaystyle \flat }) fait avec le doigté 1,3 ne correspond pas au sol 0 qui lui est juste parce que vous jouez sur une harmonique de la fondamentale. Sans même sortir l'accordeur, ça s'entend tout de suite quand on alterne plusieurs fois les 2 notes ;
- de même n'importe quel doigté 1,2 n'est pas équivalent à un doigté 3, on entend aussi une différence.

Pourtant la théorie fonctionne parfaitement avec le trombone :
- au trombone cela marche très bien, le fa (ou sol pour les si{\displaystyle \flat } ; reprenons le même exemple) peut se faire indifféremment à la 6e ou à la 1re position ;
- alors pourquoi cela marcherait avec les instruments à coulisse et pas avec les instruments à pistons ?

### Explication physique
C'est simplement parce que les longueurs ne sont pas arithmétiques. Les positions ne sont pas à égales distances les unes autres.
Comme il est dit plus haut, le rapport entre les fréquences de chaque demi ton est constant, environ 6 %. Seulement cela donne des longueurs d'instrument (ou des intervalles de fréquences) qui ne sont pas constantes.
Reprenons notre trombone, si on prend la 1re position comme référence (correspondant au si{\displaystyle \flat }), on a alors une longueur de l'instrument de 100 % :
- pour la deuxième position, on rajoute 6 % de longueur ça donne 106 % ;
- pour la troisième, en rajoutant 6 % on obtient 106*1,06=112,36 (et non 112) ;
- pour la 4e on obtient 112,36*1,06=119,1 (et non 118) ;
- etc.

Concrètement, les positions 6 et 7 sont plus éloignées l'une de l'autre que les positions 1 et 2. Par exemple, do et si (1/2 ton d'écart donc une position d'écart) se font à la 6e et 7e mais avec la noix on utilise la 1re et la 2e 1/2.

### Conséquences pratiques
Ainsi vous pouvez avoir parfaitement accordé chacune de vos coulisses (coulisse d'accord et coulisses "pistonnières") dès que vous utilisez plus d'un piston, votre instrument sera toujours faux.
Avec des pistons, on doit composer avec 3 tuyaux rigides et non allongeables "mis bout à bout" quand les lois de la physique disent qu'il faudrait des tuyaux de plus en plus grands. Ça ne peut pas marcher.
Avec des chiffres, c'est plus parlant (ils sont calculés pour un instrument avec "une tessiture ténor" en si{\displaystyle \flat } (donc euphonium, saxhorn, trombone à piston...), à partir de la loi de résonance acoustique dans un tube ouvert, la précision n'est peut-être pas là mais le plus important, c'est l'ordre de grandeur).
| Doigté | Longueur ajoutée par la coulisse (en cm) | Longueur théorique (en cm) | Longueur ajoutée entre chaque 1/2 ton | Différence entre longueurs théorique et "empirique" |
| ------ | ---------------------------------------- | -------------------------- | ------------------------------------- | --------------------------------------------------- |
| 0      | 0                                        | Longueur de référence      |                                       | 0                                                   |
| 2      | 17,5                                     | 17,5                       | 17,5                                  | 0                                                   |
| 1      | 36,1                                     | 36,1                       | 18,6                                  | 0                                                   |
| 3      | 55,7                                     | 55,7                       | 19,6                                  | 0                                                   |
| 1-2    | 53,6 (= 17,5 + 36,1)                     | 55,7                       |                                       | - 2,1 cm                                            |
| 2-3    | 73,2 (= 17,5 + 55,7)                     | 76,5                       | 20,8                                  | - 3,3 cm                                            |
| 1-3    | 91,8 (= 36,1 + 55,7)                     | 98,6                       | 22,1                                  | - 6,8 cm                                            |
| 1-2-3  | 109,3                                    | 122                        | 23,4                                  | - 12,7 cm                                           |

C'est ce qui explique que les doigtés correspondant aux ré (ré#, ré bécarre et ré{\displaystyle \flat }) et sol grave soient toujours faux chez un instrument à piston. Le doigté 4 étant plus juste (pour ceux qui ont un 4e piston, et qui ont accordé la coulisse)
Ces calculs de longueurs ne prennent pas en compte ce qui est fait en pratique. On peut supposer que les facteurs doivent rallonger légèrement chaque coulisse et jouent sur la perce pour avoir des notes moins fausses.

## Les mécanismes de correction de justesse

### L'optimisation
Les facteurs d'instruments sont maintenant capables d'améliorer la conception des instruments pour réduire ces écarts de justesse à un seuil acceptable (à peine audible). Ils font ça grâce au concours des physiciens qui calculent les meilleures perces (ou font des logiciels de calcul).

### Les coulisses mobiles (compensation manuelle)
Le fait que les ré soient des doigtés naturellement faux est très bien connu des trompettistes. Ils apprennent très tôt à "tirer les ré" grâce à des coulisses mobiles sur les 1er et 3e pistons, ils peuvent donc rallonger la longueur de leur instrument et ainsi "rajouter le morceau de tuyau qui manque". Le ré# étant peu tiré (voire pas du tout), le ré bécarre moyennement et le ré{\displaystyle \flat } beaucoup.
Les coulisses mobiles peuvent être actionnées manuellement ou à l'aide d'un mécanisme, appelé trigger en anglais, c'est le cas notamment pour les tubistes.

### La compensation (automatique)
Certains gros cuivres, les cors, tubas, euphonium/saxhorn (s.l.), bénéficient d'un système permettant de rajouter la longueur de tube manquant sans avoir besoin d'actionner des coulisses mobiles, c'est le système de compensation.
Dans ce cas, au lieu d'avoir une coulisse ordinaire sur le dernier piston (4e en général ou 3e pour les 3 pistons), le circuit est dévié par un second circuit pour repasser dans les premiers pistons lorsqu'on actionne le 4e piston. Le fait de repasser dans les 3 premiers pistons permet de rallonger l'instrument et ainsi de ne pas être trop haut lorsque l'on combine plusieurs pistons simultanément.
Autrement dit la compensation prend en compte les pistons actionnés pour accorder la note.
En fait, la compensation ne fonctionne que quand on actionne le 4e piston et sur les pistons actionnés. On ne retrouve pas tout à fait l'équivalent de nos 7 positions au trombone mais presque. La compensation corrige en fait les positions 6,7,8,9,10,11,12 (pour un 4 pistons compensé) ou les positions 5,6,7 pour un instrument compensé à 3 pistons. Les petits cuivres, comme la trompette, n'en bénéficient pas/plus (bien que certaines marques en aient fabriqué auparavant)  car il faudrait rajouter des longueurs de tuyaux supplémentaires tellement petites et ils offriraient une prise en main tellement difficile que l'architecture de l'instrument ne permet pas de le mettre en place.
En pratique, vous avez un tuyau entre le dernier et le 3e piston et entre le 1er et le dernier piston, c'est le circuit de compensation. De plus, il y a 1 coulisse sur un piston d'un instrument non compensé, alors qu'il y en a 2 sur un instrument compensé.
En outre, au lieu d'avoir 6 orifices dans un piston normal, il y en a 10 sur celui d'un instrument compensé.
Il faut donc corriger les idées reçues suivantes :
- la compensation n'a rien à voir avec le fait qu'il y ait un 4e piston ; il existe aussi bien des instruments 3 pistons compensés, 3 pistons non compensés, 4 pistons compensés, 4 pistons non compensés., 5 pistons non compensés et même 6 pistons non compensés pour les tuba français. Cela dépendra du niveau de gamme de l'instrument. Si on retrouve majoritairement des 3 pistons non compensés et des 4 pistons compensés, c'est parce que l'un est moins cher (→ modèles d'étude) et l'autre est plus performant (→ modèles semi-pro et pro). Le premier est un instrument qui est moins compliqué et moins cher à produire (car moins de tuyaux) et le second bénéficie à la fois des avantages du 4e piston et de la compensation ;
- la compensation n'a rien à voir avec la tessiture grave de l'instrument lui même, mais plutôt aux combinaisons qui rallongent l'instrument pour donner des notes plus graves ; la compensation n'est utile que dans le registre médium grave (do# ré) et grave (à partir du sol jusqu'au do#). Ça n'existe pas sur le trombone à coulisse car ils assurent eux-mêmes cette compensation en décalant légèrement la position de la coulisse au besoin.

De surcroît, la compensation n'existe pas seulement au tuba, certains cors sont compensés. Et ce système de compensation fonctionne et est aussi performant sur le tuba, le saxhorn/euphonium ou le cor.

## L'enroulement de l'instrument
- certains cornets ont une forme de trompette ;
- les "tubas" compacts, les soubassophones ou même l'orénophone ont tous un son de contrebasse.

En outre, l'instrument rudimentaire qui consiste à jouer avec un tuyau d'arrosage et une embouchure donne le son d'un cuivre.

## Les sons "cuivrés"
C'est une sonorité qui apparaît quand on souffle fort et même un peu sèchement. Elle est un peu métallique et moins harmonique.
Ce phénomène est dû à la formation d'ondes de choc dans la partie cylindrique de l'instrument.
Plus l'instrument est conique, plus l'onde décroît rapidement aux hautes fréquences : il est donc plus difficile d'obtenir un son cuivré, avec un bugle, qui est presque entièrement conique, qu'avec une trompette. C'est en partie ce qui fait la distinction, discutable, entre cuivre clair et cuivre doux.
Potentiellement, tous les instruments ont la capacité de cuivrer. Pourtant il faut que cette onde de choc puisse être amplifiée sur une longueur de tube suffisamment importante. Cette condition n'est offerte que par la famille des cuivres.

## Les sourdines
Les sourdines sont des accessoires que l'on positionne dans le pavillon des instruments de la famille des cuivres afin d'en modifier le timbre. En effet, les sourdines modifient la perce de l'instrument qui va alors changer de caractéristiques acoustiques. Ainsi une sourdine mal équilibrée va rendre l'instrument faux : 
- sourdine sèche : la plus répandue, elle existe pour tous les instruments modernes ;

- sourdine Bol ;

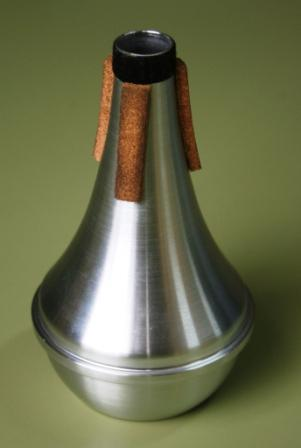
Sourdine sèche de trompette

- sourdine Harmon : très utilisée en jazz et rendue populaire par Miles Davis ;
- sourdine wah-wah ;

- sourdine Plunger ;
- sourdine velvet ;

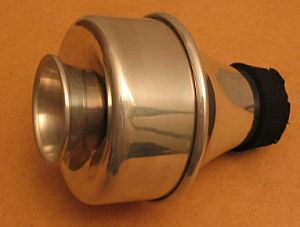
Sourdine Wah-Wah de trompette

- sourdine sons bouchés, spécifique pour les cors ;
- sourdine muette, conçue pour atténuer considérablement le volume sonore et permettre de travailler l'instrument en limitant les nuisances sonores ;
- sourdines électroniques ;
- etc.

La main du musicien, positionnée dans le pavillon peut constituer une sourdine rudimentaire. Cet effet est particulièrement utilisé dans certaines circonstances par les pupitres de trompettes des big bands de jazz. De même, l'utilisation du béret basque sert parfois aux trombonistes de jazz pour produire un son feutré.

## Les instruments
Cuivres à perce cylindrique
- trompettes : 
  - trompette de cavalerie (trompette naturelle) ;
  - trompette piccolo ;
  - trompette en si {\displaystyle \flat } , do, sol, ré, mi pistons, fa ;
  - trompette de cavalerie basse ;
  - Trompette-cor ou cor de cavalerie ;
  - trompette basse ;
- trombones : 
  - trombone soprano (trompette à coulisse) ;
  - trombone alto ;
  - trombone ténor (à coulisse ou à pistons) ;
  - trombone basse ;
  - trombone contrebasse ;
  - Cimbasso ;
  - etc.

Cuivres à perce conique  :
- clairon ;
- cornophone ;
- saxhorns : 
  - bugle en mi {\displaystyle \flat } (saxhorn sopranino) ;
  - bugle en si {\displaystyle \flat } (saxhorn soprano) ;
  - saxhorn alto en mi {\displaystyle \flat } ;
  - saxhorn baryton en si {\displaystyle \flat } ;
  - saxhorn basse en si {\displaystyle \flat } ;
  - saxhorn contrebasse en mi {\displaystyle \flat }, si {\displaystyle \flat } ;
  - sousaphone (ou soubassophone en français) ;
  - etc.
- Tubas :
  - Euphonium ;
  - Tuba en fa ;
  - Tuba en do ;
  - Tuba sous-contrebasse.
- hélicon
- fiscorn

Cuivres à perce hybride 
- cornet à pistons en si {\displaystyle \flat }, mi {\displaystyle \flat }
- cors :
  - cor d'harmonie ;
  - cor à piston ;
  - cor naturel ;
  - trompe de chasse ;
  - mellophone ;
  - tuba wagnérien.

Cuivres à plusieurs pavillons :
- doblophone ;
- euphonium à pavillon double.

Instruments traditionnels
- Didgeridoo (instrument des Aborigènes d'Australie)
- Conque (instrument traditionnel en Asie et un instrument ancien en Europe du Sud)
- Qarnay, karnay ou Qayroc (instrument ouzbek)
- Cor des Alpes
- Lur (instrument scandinave)
- Shofar ou Chophar (instrument rituel hébraïque)
- Kakaki (instrument africain)
- Kankangui (instrument de la région du Bénin)
- Bhankora (instrument rituel indien)
- Dungchen (instrument tibétain)
- Sringa ou ranasringa (instrument indien)

Instruments anciens :
- Saxotromba (Basse à piston à perce cylindrique de la fin du XIXe siècle) ;
- Saxtuba (Basse à piston du milieu du XIXe siècle) : il est vraisemblablement l’ancêtre de l'hélicon ;
- Cornet à bouquin (cuivre à trous latéraux - ressemblant à une flute - des époques médiévale et moderne) ;
- Ophicléide (Basse à clefs du XIXe siècle ayant remplacé le serpent) ;
- Trompette à clefs ;
- Trompette baroque ;
- Sacqueboute (ancêtre du trombone de la fin du Moyen Âge et du début de l'époque moderne) ;
- Serpent (Basse à perce conique de l'époque moderne) ;
- Buisine (trompette médiévale) ;
- Carnyx (trompe/trompette naturelle des armées celtes) ;
- Tuba (trompe/trompette naturelle de l'armée romaine) ;
- Tuba curva, buccin, cornu (trompe(s)/trompette(s) basse(s) de l'armée romaine) ;
- Olifant (Instrument antique et du Haut Moyen Âge en corne ou en défense d'éléphant) ;
- Salpinx (trompe/trompette grecque) ;
- Chnou (trompe/trompette naturelle égyptienne) ;
- Boïnos (trompe/trompette naturelle paphlagonienne, région du nord de la Turquie) ;
- Trompette médique (perse) ;
- Trompette argienne (dans le Péloponnèse) ;
- Trompette tyrrhénienne (étrusque) ;
- etc.

Autres
- Jazzophone (trompette avec une forme de saxophone) ;
- Vuvuzela (trompe jouée dans les stades sud-africains) ;
- Pibole (corne de chasse en métal).

## Galerie

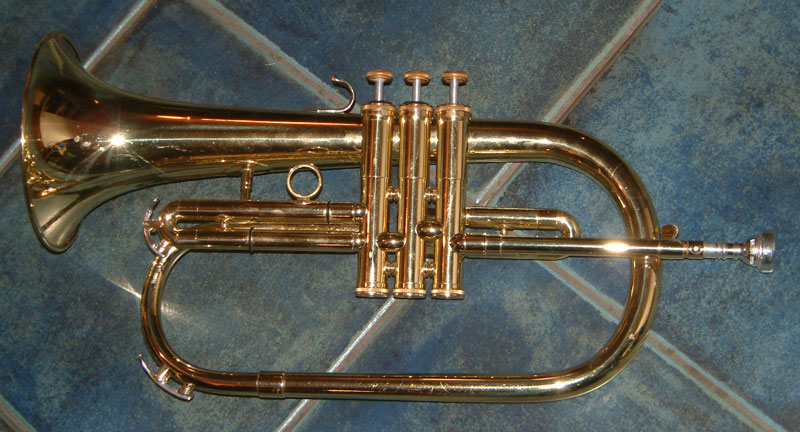
Bugle
Euphonium
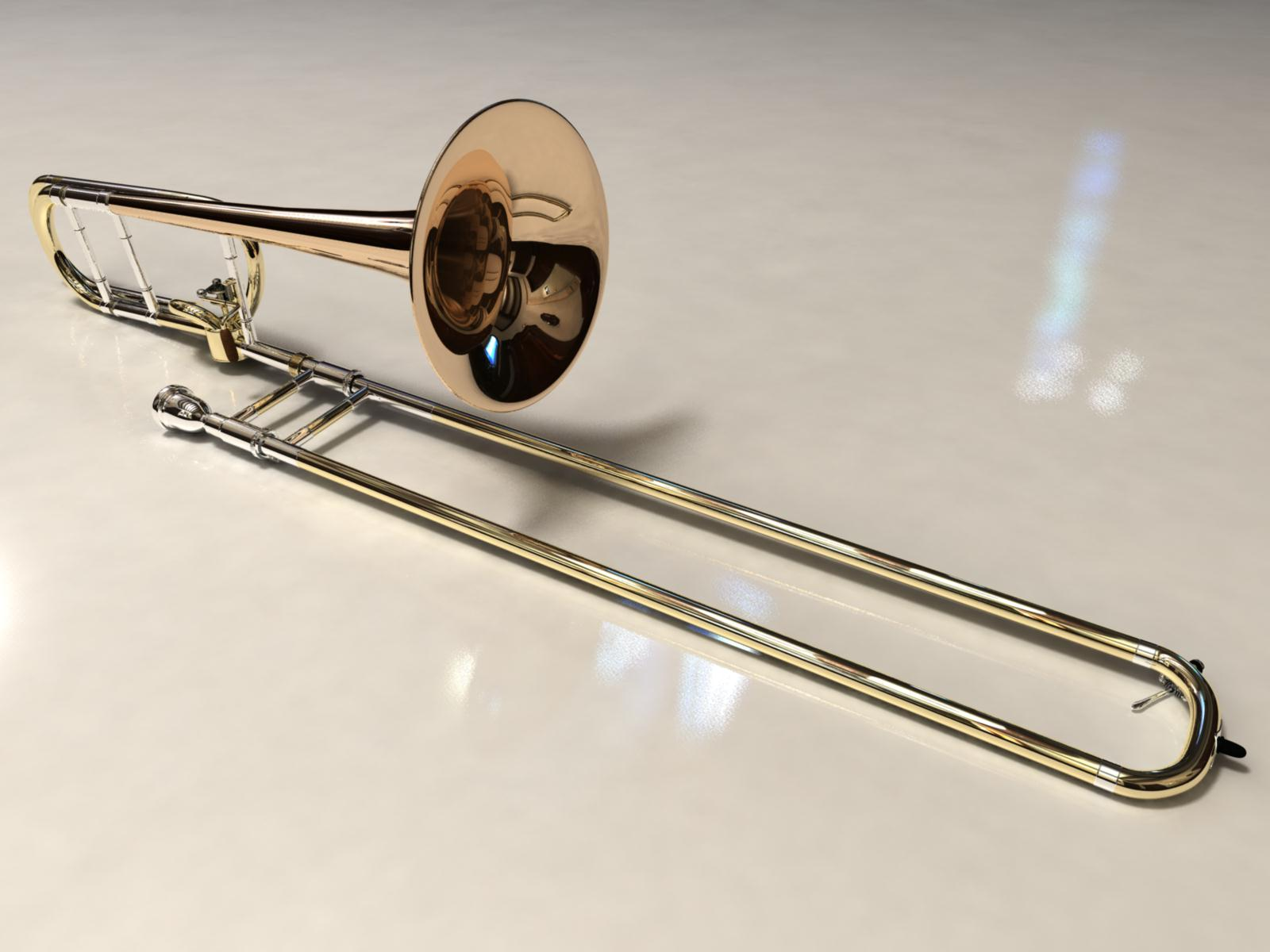
Trombone à coulisse
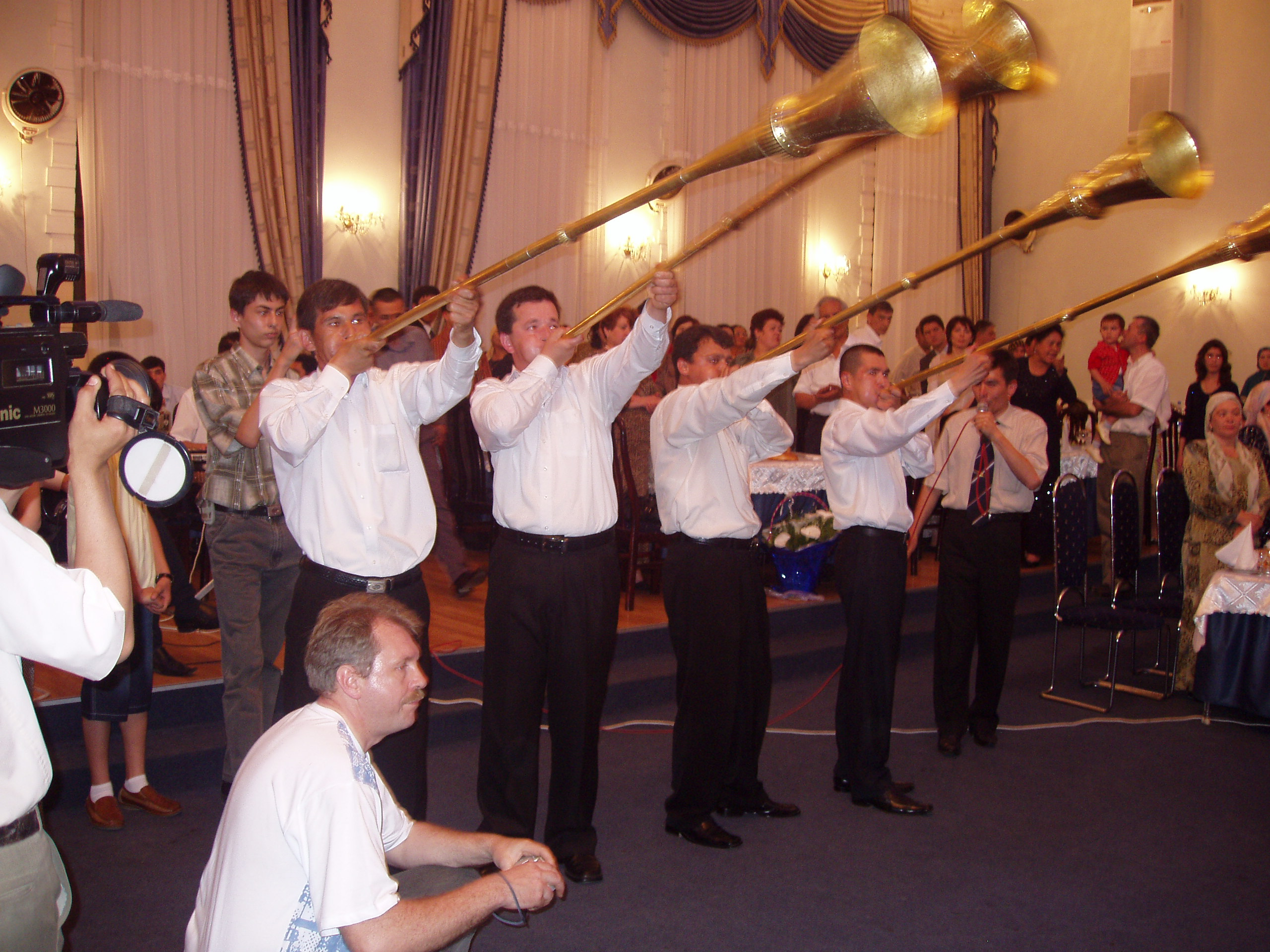
Qarnays lors d'un mariage ouzbek
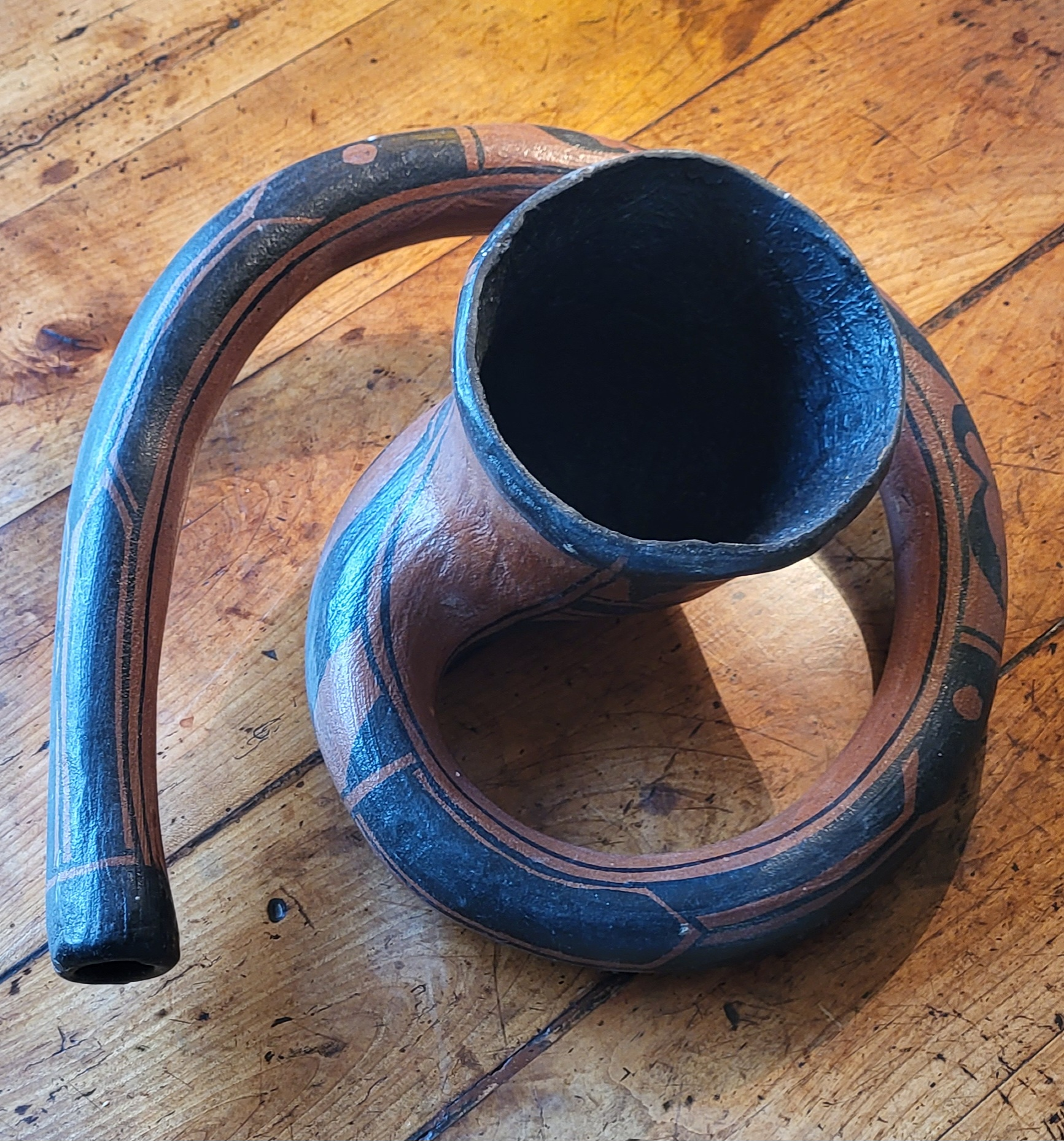
Sorte de didgeridoo en spirale
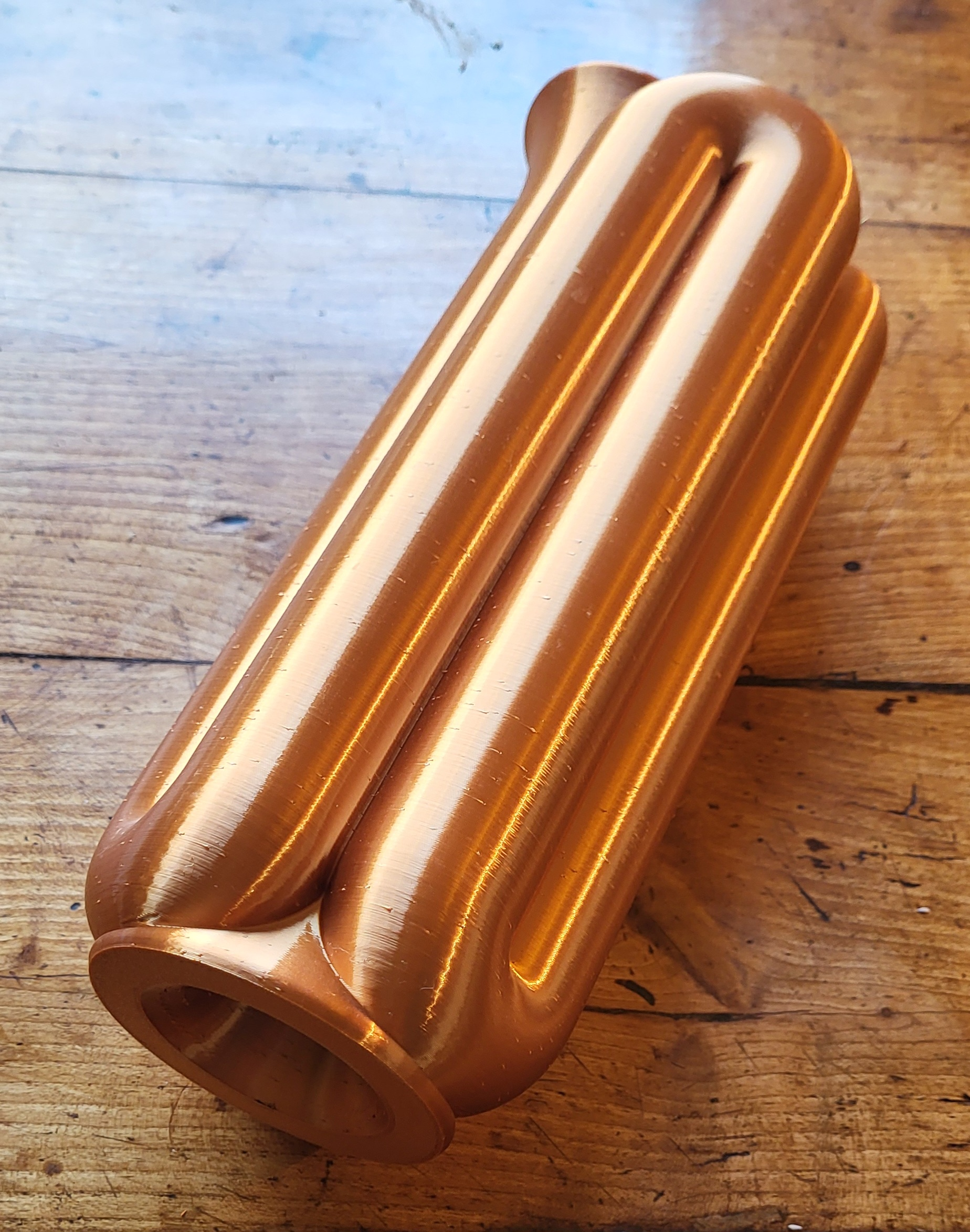
Sorte de didgeridoo moderne fabriqué avec une imprimante 3D